# Tom Clancy's Splinter Cell: Chaos Theory
Tom Clancy's Splinter Cell: Chaos Theory (En español Tom Clancy's Splinter Cell: Teoría del Caos) es un videojuego perteneciente al género de acción y sigilo en tercera persona desarrollado y publicado por la empresa Ubisoft. Chaos Theory es el tercer juego de la saga Splinter Cell. El juego sigue las actividades encubiertas de Sam Fisher, un agente de la Agencia de Seguridad Nacional. 
Originalmente se anunció su lanzamiento para finales de 2004, en realidad su lanzamiento fue en marzo de 2005 para la Xbox, PlayStation 2, GameCube y para PC. El lanzamiento de este juego para el Nintendo DS y Nokia N-Gage fueron en marzo de 2005 y junio de 2005, respectivamente. Se planteó una versión para el Game Boy Advance, pero fue cancelada. 
El actor Michael Ironside hace la voz de Sam, mientras que Don Jordan hace la voz de Lambert, que fue reemplazada por Dennis Haysbert en Tom Clancy's Splinter Cell: Pandora Tomorrow. 
El juego se lanzó el 22 de marzo para todas las plataformas. El juego se transformó en "Oro" el 22 de marzo de 2005, para todas las plataformas. La Revista oficial de Xbox calificó a Splinter Cell: Chaos Theory como el "Juego del Año" (Game of the Year) de 2005 por sus destacada jugabilidad y sus gráficos de alta calidad. 
Como este juego describe una guerra hipotética entre Corea del Norte y Corea del Sur, fue prohibido en este último, hasta finales de 2006. 
En el año 2011 el videojuego fue adaptado para Nintendo 3DS bajo el nombre de Tom Clancy’s Splinter Cell 3D; Fue uno de los primeros videojuegos salidos para ese sistema, no obstante recibió críticas mixtas por la notable reducción de calidad en sus gráficos y por unos controles que entorpecían la experiencia.

## Argumento
El principal enfoque del juego toma lugar en el este Asiático, en 2007, con tensiones entre China, Corea del Norte y Japón, siguiendo a la formación de la Información de Autodefensas de Japón (I-SDF). Considerándose esto como una violación a la Constitución japonesa posterior a la Segunda Guerra Mundial, las fuerzas chinas y norcoreanas establece un bloqueo contra los navíos japoneses. Como Japón y sus Fuerzas de Autodefensas son aliados de Estados Unidos y del Third Echelon, éstos envían un destructor, el USS Clarence E. Walsh, al Mar de Japón. Los Estados Unidos esperaban que al mostrarles su fuerza naval, China y Corea del Norte retrocederían. 
Mientras tanto, en un aparentemente no relacionado incidente, Sam Fisher es enviado a que localize a Bruce Morgenholt, un programador de computadoras, que fue capturado por un grupo separatista peruano llamado "La Voz del Pueblo", guiado por Hugo Lacerda, quién trabajaba en descifrar los algoritmos de Philip Masse. Masse, a quién Sam asesinó en Splinter Cell, era un genio de su tiempo; los algoritmos que hizo para lanzar ataques a los Estados Unidos fueron estudiados por la ONU. Sam se encarga de que estos algoritmos no caigan en manos equivocadas. 
Sam llega muy tarde para prevenir la muerte de Morgenholt. Él intenta sin éxito detener la liberación del Masse Kernels. A Sam le ordenan ir a bordo del María Narcissa para matar a Hugo Lacerda y realizar un seguimiento de las entregas de armas a fin de que puedan saber con quién están tratando. Después de completar esta misión, en un banco en Panamá, partidos desconocidos usan los algoritmos para producir un apagón en Japón y la costa Este de los Estados Unidos, incluyendo a Nueva York. Japón ha sufrido previamente, ataques similares que hundieron su economía. El Admiral Otomo del I-SDF contacta a Third Echelon y les previene que Corea del Norte y China son probablemente los responsables. Mientras tanto, Sam viaja a Nueva York para investigar sobre Abraham Zherkhezi, quién trabajó con Morgenholt en el Proyecto Watson. Él encuentra que la organización Displace International, poseída por Douglas Shetland le está protegiendo. Sam entra a las oficinas del edificio y se entera de que Milan Nedich, identificado después como "Milos Nowak", un criminal de guerra bosnio fue trasladado a Hokkaidō.
Sam viaja hacia Hokkaido y se encuentra con Shetland, quien afirma que Nedich está limpio de culpabilidad. A pesar de todo, se infiltra en la guarida que Zherkezi está siendo retenido. allí, Sam mata a Nedich y es testigo de la muerte de Zherkhezi por parte de Shetland, quién escapa y se va bajo tierra. 
Mientras tanto, el destructor USS Clarence E. Walsh es hundido por un misil de Corea del Norte, iniciando una guerra entre Corea del Norte, Corea del Sur y Estados Unidos. Desde que Corea del Norte reclamó que el misil fue lanzado de forma no intencional, Sam fue enviado a Corea, para determinar si Corea del Norte es responsable del hundimiento del destructor Walsh, o si Masse Kernels está involucrado. 
Sam finalmente se entera de que la guerra ha sido dirigida por Displace International. Esta empresa hizo que Masse Kernels obtuviera de Zherkhezi el control del sistema de misiles de Corea del Norte y hundiera el Walsh, para llevar a Estados Unidos a una guerra donde Displace International pueda beneficiarse a través de su estatus como la principal compañía militar privada estadounidense. Sam también se da cuenta de que el organizador detrás del complot es su antiguo amigo y camarada Douglas Shetland. En última instancia, Third Echelon le envía como espía a un encuentro entre Shetland y sus cómplices, que de forma sorpresiva, son del I-SDF. En la reunión, la I-SDF traiciona a Shetland, un tiroteo posteriormente estalla entre los soldados de Shetland y los del I-SDF. En medio del caos, Sam persigue a Shetland hasta el techo, donde después de una dura pelea, Sam mata a Shetland. 
Incluso después de la muerte de Shetland, queda un cabo suelto. El Admiral Otomo de la I-SDF ha adquirido una copia de la Masse Kernels de Shetland e intenta volver a Japón para chantajear a los oficiales del gobierno japonés y a los superiores de las Fuerzas de Autodefensa de Japón. Él amenaza con usar los algoritmos para lanzar un misil norcoreano contra una ciudad japonesa. Como Corea del Norte sería apoyada por China y Japón, por los Estados Unidos, el incidente podría llevar a una Tercera Guerra Mundial. Aunque los soldados más fieles a Otomo dirigieron a los soldados de la I-SDF a luchar contra los comandos del Ejército de Autodefensas de Japón que fueron enviados para detener a Otomo, pero a pesar de ello, Sam se infiltra a los niveles más bajos del I-SDF y consigue poner fin a los planes de Otomo, posiblemente después de haber sido capturado e interrogado por las tropas, y escapando de ellas. Después, Otomo intenta cometer seppuku, pero Sam salva su vida y le captura. Otomo después se encuentra enjuiciado por la ONU y asume plena responsabilidad por la crisis de Corea, devolviendo a la estabilidad del Lejano Oriente

## Jugabilidad
Los gráficos de Splinter Cell: Chaos Theory muestra un número de mejoras, incluyendo la adición de normal mapping y HDR. El juego muestra también muchos cambios y mejoras con respecto a la jugabilidad de otros juegos de la serie Splinter Cell. Chaos Theory es el primer juego de la serie Splinter Cell en usar la animación ragdoll.

### Sigilo
Splinter Cell: Chaos Theory muestra unas mecánicas de sigilo refinadas. En adición a la barra estándar, el juego muestra también una pantalla que mide el ruido que Sam hace, junto con el ruido que hay en el entorno. Es importante que Sam haga menos ruido que lo que está a su alrededor, o sino, los guardias le oirán. 
La inteligencia artificial ha sido alterada también. En versiones anteriores, después de que Sam dejaba una habitación, el juego hacía un barrido del área para encontrar cuerpos inconscientes o muertos en un lugar iluminado. Si alguno era encontrado, la alarma comenzaba a sonar. En Chaos Theory, los cuerpos tienen que ser encontrados por un guardia, para que éste active la alarma.
Ser visto por los enemigos después de que una alarma haya sido activada, causa que los enemigos estén más alerta y preparados para el combate. Sin embargo, el hecho de que se activen muchas veces la alarma no causa que se termine el juego automáticamente. Incluso si matas a civiles o soldados amigos no causa que Fisher falle una misión, pero hace que resulte amonestado por su superior y esto modificará de manera significante en los puntos acumulados durante la misión o cancelando ciertos objetivos de la operación. 
Chaos Theory es también el primer juego de la saga Splinter Cell que mantiene un seguimiento del rendimiento durante la misión. Diversos tipos de estadísticas, como la cantidad de veces que hayas sido detectado o el número de guardias muertos, son resumidas al finalizar una misión. 

### Combate cuerpo a cuerpo
En Splinter Cell: Chaos Theory se añade un cuchillo de combate a las habilidades de lucha cuerpo a cuerpo de Sam. Él puede usar el cuchillo con diversos usos, como medio de amenaza al enemigo cuando lo está interrogando o para matar a alguien. Además, no importa en qué dirección ataca Sam cuando lucha con armas blancas, ni cuando los enemigos estén conscientes de su presencia, al contrario de las anteriores entregas de Splinter Cell; donde Sam tenía que atacar por detrás para que el enemigo no fuera alertado. Él también tiene la opción de usar fuerza letal o no letal cuando finalice un interrogatorio.
Otra habilidad de Sam es la disparar mientras está colgado boca abajo (habilidad que fue introducida en Splinter Cell: Pandora Tomorrow); estrangular o romper el cuello de sus enemigos que estén debajo de él(Splinter Cell: Chaos Theory). Sam puede tirar personas mientras está colgado de una cornisa o lanzar cuerpos a un acantilado, incluso con otros guardias. 
Sin embargo, la habilidad de Sam de disparar en las esquinas ha sido removida, aunque esto se compensa con la capacidad de que Sam, pueda cambiar de posición con respecto al arma que está en posición de disparo.

### Inteligencia artificial
La inteligencia artificial del enemigo ha sido mejorada, ya que los enemigos pueden ponerse a cubierto, apoyarse en las columnas y usar técnicas de pelotón. Como en Pandora Tomorrow, los enemigos pueden reaccionar ante cambios en el entorno. Por ejemplo, si un interruptor de luz es apagado, el enemigo puede preocuparse, más aún si la luz estaba prendida. Sin embargo, este comportamiento ha sido mejorado hasta hacer que los enemigos pueden incluso aterrorizarse y disparar en las sombras sin sentido o lanzar una bengala en el piso cerca de su posición, haciendo que sea difícil pasar con disimulo sobre ellos. Ellos también pueden abrir fuego sobre Fisher si ellos caminan hacia él, o si es visto en la luz. Los enemigos podrán realizar una gran cantidad de disparos en la última ubicación conocida que hayas estado, pero si Sam es detectado, el jugador debería cambiar de posición e intentar moverse con cuidado o eliminar al enemigo.

### Edición Especial
El 27/3/2013 salió publicado una edición especial de la saga Splinter Cell para PC, que contenía los cinco primeros juegos de la saga, para la mencionada plataforma. El recopilatorio fue bautizado con el nombre Splinter Cell: Ultimate Edition. Esta edición especial, aparte de traer el Splinter Cell: Chaos Theory, tiene la particularidad de tener consigo las últimas actualizaciones oficiales de los juegos, que permite usar los juegos en el sistema Operativo Windows 7. 
Es la única publicación en Europa, que contiene el Splinter Cell: Chaos Theory adaptado para el Windows 7.

### Datos curiosos
- En la última misión, puedes matar a todos los enemigos del nivel (menos a Otomo) incluyendo los 2 civiles del juego. Para lograr eso pasa la misión hasta que Lambert te permita matar a los enemigos. Es en ese momento que al activar el modo fantasma mediante trucos, te puedes desplazar por todo el nivel eliminando a todos los personajes sin consecuencia alguna.

## Recepción
Tom Clancy Splinter Cell: Teoría del Caos fue un éxito comercial, ya que vendió 2,5 millones de copias a fines de marzo de 2005.
Las versiones de Xbox y PC de Chaos Theory recibieron la "aclamación universal" y las versiones de PlayStation 2, N-Gage y GameCube recibieron críticas "favorables", mientras que las versiones 3DS y DS recibieron reseñas "mixtas", todo según la página de reseñas de videojuegos. Metacritic. Una revisión de IGN de 2013 describió la Teoría del Caos como un "pico" en la serie. Shawn Elliott de 1UP.comle dio a la versión de Xbox una A y dijo que "no es el cruel capataz de los Splinter Cell pasados: los detalles exactos no importan mientras se hagan los deberes, y es un juego mejor por eso." Rob Semsey de TeamXbox le dio al juego 9.8 de 10 y dijo: "La fórmula ha sido ajustada a una mezcla casi perfecta de historia y un juego absorbente que todavía requiere más uso del cerebro sobre el músculo ... La presentación está fuera de juego. gráficos con efectos visuales hipnóticos y producción de audio, que tienen un gran impacto en la forma de jugar". Edge le dio al juego una puntuación de ocho de diez y dijo que era "el juego que Splinter Cell original" "Una experiencia de juego apretada dentro de un marco de confianza, una diversión más que irritación, y un juego que ya no es exclusivamente para fanáticos de la recarga repetida". En Japón, Famitsu le dio a la versión de Xbox una puntuación de tres ochos y uno siete, lo que hace un total de 31 de 40; para la versión de PS2, la misma revista le dio dos ochos, uno siete y uno seis, lo que hace un total de 29 de 40.
Avery Score de GameSpot le dio a la versión móvil una puntuación de 8,6 sobre 10 y lo llamó "un juego fantástico por derecho propio, incluso si no se aleja mucho de la fórmula establecida". Del mismo modo, Levi Buchanan de IGN dio a la misma versión un puntaje de 8.8 sobre 10 y dijo que "definitivamente no es un juego de un toque. Es complejo, pero el esquema de control y el ritmo de Gameloft compensan la entrada limitada de un auricular Gameloft rara vez tropieza con sus ofertas, y Chaos Theory no es una excepción. Cuando aparezca en tu mazo, descárgalo. Es posible que tengas ese sentimiento familiar, pero eso es mucho mejor que ese enojo que sientes después de descargar un hediondo."
Las publicaciones que no incluían juegos de video dieron al juego algunas críticas favorables. Maxim le dio al juego diez perfectos y declaró: "Ya no hay una sola forma de resolver una misión nocturna traicionera antes de que el enemigo capte tu firma de audio: el sigilo dará sus frutos igual de bien que la buena violencia ultrapasada de moda". The Sydney Morning Herald le dio a las versiones de Xbox, PC y PS2 las cinco estrellas y lo llamó "Visualmente espectacular y enormemente gratificante". Sin embargo, el mismo periódico también le dio a la versión de DS la mitad de ese puntaje (dos estrellas y media) y dijo que la frustración "se ve agravada por la velocidad de cuadros entrecortada y tartamudeante de las imágenes 3D, lo que hace que los controles ya intrincados dos veces más lento. Incluso las pantallas de menú parecen tardas en responder, una señal segura de que el DS está siendo excedido de sus capacidades ". The New York Times le dio al juego una crítica favorable y afirmó que "Quizás Sam solo está envejeciendo, perfeccionando sus habilidades mientras pierde un poco de energía. Sus juegos siguen el mismo camino, con un juego cada vez más sofisticado y profundo, pero un poco menos instinto." Jim Schaefer de Detroit Free Pressle dio a la versión de Xbox tres estrellas de cuatro y dijo: "reservaré una calificación de cuatro estrellas para la próxima vez que esta serie dé grandes saltos. En esta última edición, no hay nada tan nuevo que se detenga y diga: Whoa. ' Pero Chaos Theory es fiel a las cosas que hacen que los juegos de Splinter Cell sean tan buenos ".
Debido al hecho de que este juego representa una guerra entre Corea del Norte y Corea del Sur, fue prohibido en Corea del Sur hasta 2006.
Teoría del Caos fue finalista para PC Gamer de Estados Unidos ' 'Mejor juego de acción 2005' y 'Mejor Juego Multijugador 2005' premios, lo que finalmente fue a TEMER y Battlefield 2, respectivamente.